# NGC 2762
NGC 2762 est une galaxie lenticulaire située dans la constellation de la Grande Ourse. NGC 2762 a été découverte par l'ingénieur irlandais Bindon Stoney en 1851.

## Caractéristiques

### Distance
Sa vitesse par rapport au fond diffus cosmologique est de 4 855 ± 12 km/s, ce qui correspond à une distance de Hubble de 71,61 ± 5,02 Mpc (∼234 millions d'al).

### Classification
Les bases de données NASA/IPAC et HyperLeda indiquent que c'est une galaxie lenticulaire (S0), mais le professeur Seligman et Wolfgang Steinicke la considère comme une spirale. La photographie du relevé SDSS ne montre pas la présence de bras spiraux et le classement comme lenticulaire semble plus approprié.